# Peyman Yazdanian
Peyman Yazdanian (persan : پیمان یزدانیان) est un pianiste et compositeur iranien, né en 1968 à Téhéran.

## Biographie
Après avoir été formé localement par le pianiste Farman Behboud, il va suivre les cours de Gerhard Geretschlaeger à Vienne et Ginette Gaubert à Marseille. En direction d’orchestre, il a également été l’élève d’Iradj Sahbai à Strasbourg. En tant que pianiste-interprète, il décroche en 2000 le premier prix du concours d’excellence à la Confédération musicale de France ; il est reconnu pour[réf. nécessaire] ses interprétations des œuvres de Rachmaninov, Liszt, Beethoven ou Chopin.
À partir de 1998, il se lance dans l’écriture de musiques de films, avec Le vent nous emportera du réalisateur iranien Abbas Kiarostami. 
Reconnu à l’étranger, Peyman Yazdanian réalise la musique de Summer Palace du cinéaste chinois Lou Ye, long-métrage qui sera sélectionné pour le festival de Cannes en 2006. Il compose toujours pour des réalisateurs iraniens, comme Une nuit pour Niki Karimi (2005) ou La Fête du feu pour Asghar Farhadi (2006), mais apporte également son concours à des productions franco-italiennes (The Forbidden Chapter en 2006), allemandes (Full Metal Village, meilleur documentaire à la Guild of German Art House Cinemas en 2007) ou américaines comme Man Push Cart (sélectionnée au Sundance Film Festival).
Peyman Yazdanian écrit également des musiques pour le théâtre ainsi que des œuvres de piano solo.

## Bandes originales
Sauf précision contraire, le titre donné est celui de la version en anglais.
- 1998 : Birth of Light, d’Abbas Kiarostami (Iran)
- 1998 : The Turtle (Lakposht), d’Ali Shah-Hatami (Iran)
- 2000 – The Strangers (Biganegan), de Ramin Bahrani (Iran - États-Unis)
- 2000 – Le vent nous emportera (Bad ma ra khahad bord), d’Abbas Kiarostami (Iran - France)
- 2001 – Going By (Az Kenar-e Ham Migozarim), d’Iraj Karimi (Iran)
- 2001 – Water and the Fire (Ab o Atash), de Fereydoun Jayrani (Iran)
- 2002 – Bright Nights [1](Shabhaye Roshan), de Farzad Motamen (Iran)
- 2002 – And Along Came a Spider, de Maziar Bahari (Iran)
- 2002 – The Little Bird Boy (Parandebaze Koochak), de Rahbar Ghanbari (Iran)
- 2002 – The Deserted Station (Istgahe Matrook), d’Alireza Raisain (Iran)
- 2003 – Sometimes Look at the Sky (Gahi be asman negah kon), de Kamal Tabrizi (Iran)
- 2003 – The Wind Carpet (Farshe Baad), de Kamal Tabrizi (Iran - Japon)
- 2003 – Sang et Or (Talaye sorkh), de Jafar Panahi (Iran)
- 2004 – The Tradition of Lover Killing (Rasme Ashegh Koshi), de Khosro Masumi (Iran)
- 2004 – The Soldiers of Friday (Sarbazane Jom’e), de Massoud Kimiai (Iran)
- 2004 – The Fatherhood Field (Mazra’aye Pedari), de Rasool Mollagholipour (Iran)
- 2004 – The Picture of a Lady From Faraway (Simaye zani dar door dast), d’Ali Mosaffa (Iran)
- 2005 : Une nuit (Yek shab), de Niki Karimi (Iran - France)
- 2005 : La Fine Del Mare, de Nora Hoppe (Allemagne - France)
- 2005 : The Forbidden Chapter, de Fariborz Kamkari (France - Italie)
- 2005 : Man Push Cart, de Ramin Bahrani (États-Unis)
- 2005 : A Piece of Bread (Yek Tekke Nan), de Kamal Tabrizi (Iran)
- 2006 – Full Metal Village, de Sung Hyung Cho (Allemagne)
- 2006 – Few Days Later (Chand rooze ba’ad), de Niki Karimi (Iran)
- 2006 – A Place in Far Distance (Djayee dar door dast), de Khosro Masumi (Iran)
- 2006 – La Fête du feu (Charshanbeh suri), d’Asghar Farhadi (Iran)
- 2006 – Une jeunesse chinoise, de Lou Ye (Chine - France)
- 2007 – Awards for Silence (Padash-e sokut), de Maziar Miri (Iran)
- 2007 – Lost in Beijing, de Li Yu (Chine)
- 2008 – Yousef the Prophet (yousef-e piambar), de Farajollah Salahshour (Iran)
- 2009 – Awards (Padash), de Kamal Tabrizi (Iran)
- 2009 – Nuits d'ivresse printanière, de Lou Ye (Chine)
- 2010 : Alchemy and Dust (Kimia va Khak), d’Abbass Rafeyee (Iran)
- 2010 : Buddha Mountain, de Li Yu (Chine)
- 2017 : Un homme intègre (Lerd), de Mohammad Rasoulof (Iran)
- 2018 : Tale of the Sea
- 2018 : Frontline
- 2019 : African Violet
- 2019 : Touran khanom (Documentary)
- 2019 : La Loi de Téhéran (متری شیش و نیم), de Saeed Roustayi (Iran)
- 2019 : Single Cycle
- 2019 : Labyrinth
- 2019 : Balloon (气球), de Pema Tseden (Chine)
- 2020 : Climbing Iran (Documentary)
- 2020: Radiographie d'une famille de Firouzeh Khosrovani
- 2022 : Return to Dust (隐入尘烟) de Li Ruijun

## Disques
- 2001 – Themes,Hermes Records
- 2003 – Iradj Sahbai, Igor Stravinsky, Kargah-e Musiqi
- 2003 – Goosh 1, Mahriz-e Mehr
- 2004 – Second Take,Hermes Records
- 2005 – La Muerte del Angel, Ahange Parsian
- 2005 – Crossing,Hermes Records
- 2008 – Clouds,
- 2008 – On the Wind,Hermes Records
- 2010 – Suites,Hermes Records
- 2016 - Tame,Hermes Records
- 2020 - Pulse, Hermes Records
- از انعکاس شهرهای دور = Echoes From Distant Lands        (CD, Album)

- ? – Morceaux choisis, Ohrwurm

## Distinctions
En décembre 2002, Peyman Yazdanian a remporté le prix de la meilleure musique de film au 5e festival d'Olympie (en Grèce) pour The Little Bird Boy de Rahbar Ghanbari.

## Autres travaux

### Compositions pour piano
Peyman Yazdanian a écrit plus de quarante œuvres pour piano solo, notamment 4 préludes, 2 fantaisies, une ballade, une barcarole. (1979–2007)

### Compositions pour orchestre
A Tea Collection for String Ensemble est en sept mouvements. C’est une suite pour orchestre, mais elle peut être jouée par un quatuor à cordes. (2007) 
Peyman Yazdanian projette[Quand ?] de l’enregistrer avec le London Symphonic Orchestra.

### Enregistrements pour piano
Il a joué et enregistré trois musiques de sa propre composition, un hommage à Ravel, ainsi que quinze chants traditionnels arrangés au piano par Irajd Sahbai dans un disque édité par Kargah Musiqi en 2003.
Il a joué et enregistré Eghbal, une œuvre de Mohammad Reza Darvishi, pour un disque de la série Goosh, sorti par les éditions Mahriz cette même année.

### Musiques pour pièces de théâtre
Peyman Yazdanian a composé la musique de la pièce For a More Important Thing, tirée du livre Hope For the Flowers, sur une mise en scène de Sheyda Safavi en 1998.

### Musique pour le multimédia
Peyman Yazdanian est l’auteur des bandes originales des CD ROM Cinema ’76, Footballopedia ’98 et Art Gallery parues chez de Negah Multimedia, mais aussi de celle de Kish 77, parue chez Kish Free Zone Organization.